# Wierchnije Siergi
Wierchnije Siergi – osiedle typu miejskiego w Rosji, w obwodzie swierdłowskim. W 2010 roku liczyło 6105 mieszkańców.